# Álcool pinacolílico
Álcool Pinacolílico ou 3,3-dimetil-butan-2-ol, conhecido também como álcool do pinho, é um álcool secundário formulado em C6H14O.    
    